# Dichostrepsia
Dichostrepsia là một chi bướm đêm thuộc họ Geometridae.